# 中村邦彦
中村 邦彦（なかむら くにひこ、1939年9月24日 - 2021年9月9日）は、日本の元バスケットボール選手。

## 人物
明治学院大学から日本鉱業に入社し選手として活躍。全日本にも選ばれ1963年・1967年世界選手権と東京オリンピックに出場。
引退後は母校・明治学院大学の監督を務めた。同窓会会長も務めていた。
平成26年度功労表彰受賞。

## 日本代表歴
- 1962年アジア大会[3]
- 1963年世界選手権
- 1964年東京五輪[4]
- 1965年アジア選手権
- 1966年アジア大会
- 1967年アジア選手権
- 1967年世界選手権